# 平漯周高速铁路
平漯周高速铁路，是位于中华人民共和国河南省境内的高速铁路，是规划中洛阳至周口高速铁路的重要组成部分。线路西起郑渝高速铁路平顶山西站，经平顶山南、舞阳县北，在漯河市与京广高速铁路漯河西站并站，经周口市商水县北部后折向南引入郑阜高速铁路周口东站。新建线路长度199.679km，其中平顶山市境内66.369km，漯河市境内82.605km，周口市境内50.705km。全线设车站6座，其中平顶山西站、漯河西站、周口东站利用既有站，新建其余3座车站。平漯周高铁是河南省南部的区域性高铁，也是中原城市群城际轨道网骨干线路。全线工期4年。

## 规划及施工
2021年2月，河南省发改委公布了2021年河南省重点建设项目名单，平顶山经漯河至周口高铁位于“重大基础设施项目”开工项目名单之列。
4月1日，平漯周高速铁路开始勘察设计招标，前期工作正式启动；4月29日，中国铁路设计集团中标。6月10日，项目预可研评审会在北京召开。
7月1日，平漯周高铁环境影响评价第一次公示。8月16日，进入社会稳定风险评估阶段。9月2日，平漯周高铁设计方案汇报会在平顶山市委、市政府办公楼召开。9月11日至14日，项目可行性研究审查会在郑州市召开。11月15日至16日，项目可研鉴修审查会采取线上视频方式召开。
2022年3月17日，平漯周高铁环境影响评价第二次公示。4月14日，环境影响报告书全文及公众参与说明公示。6月20日，项目举行建设动员会。11月30日，平漯周高铁漯河西站地基处理试验段开工。